# Катлабузька битва
Битва під Катлабугою відбулася 16 листопада 1485 року між військами Штефана Великого та військами Османської імперії, які захищали фортецю Кілія (нині в Україні). Молдавська армія здобула перемогу, але Штефан уже не зміг продовжувати свої дії з відновлення Кілії.

## Контекст
У відповідь на спробу володаря Молдови відновити морські фортеці Кілію та Четатею Альбу султан Баязид II (1481—1512) посилає османсько-татарську армію, щоб покарати його.
Таким чином, новий санкбей Сілістри, Балі-бей Малкочіоглу, входить у Молдавію зі своїми військами, щоб пограбувати її, перетнувши міст, побудований через Прут. Основна частина його армії залишається між Прутом і Дністром, він посилає в атаку лише авангарди.

## Прогрес
Штефан разом із бл. 3000 важкоозброєними польськими лицарями не зіткнулися безпосередньо з османськими військами, а стягнули їх у вузькі місця, щоб вони могли їх краще вразити:
І тому, будучи всюди побитими Штефаном, турки змушені були покинути його країну
,пише польський хроніст Бельський. Остання битва відбулася біля Кілії, біля озера Катлабуг, про перемогу також згадує литовський літопис:
раптом турецьке військо і вся орда з великим криком ударили на наших [християн], і три години була велика битва, коли поляки почали безладдя, покинути всіх і відігнали турків у резерв [з молдаванами]... Там були розбиті всі турки.
На полі бою залишилося 8 тис. османів і 3 тис. християн.

## Результат
Навесні наступного (1486) року велике військо на чолі з Бали-бегом знову вдерлося в Молдову, маючи намір підкорити її. Для цього, однак, він мав насамперед скинути Штефана з престолу. У битві під Шкеєю (1486 р.) молдавани під проводом Штефана знову завдали поразки туркам, убивши претендента на престол Гроноду (Хроїота).